# Sinews of Steel

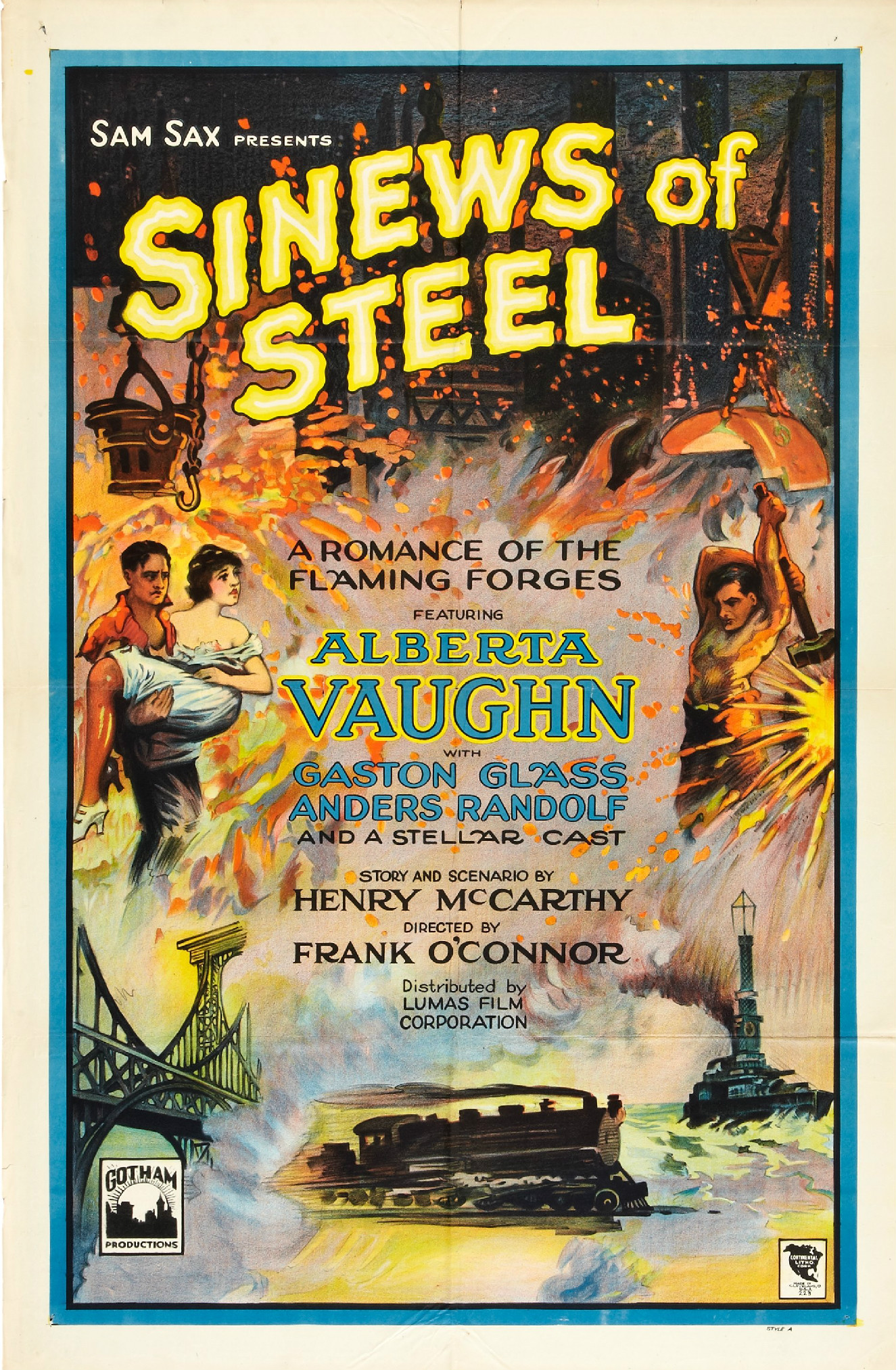
Affiche du film.

Sinews of Steel est un film américain réalisé par Frank O'Connor et sorti en 1927.

## Fiche technique
- Réalisation : Frank O'Connor[1]

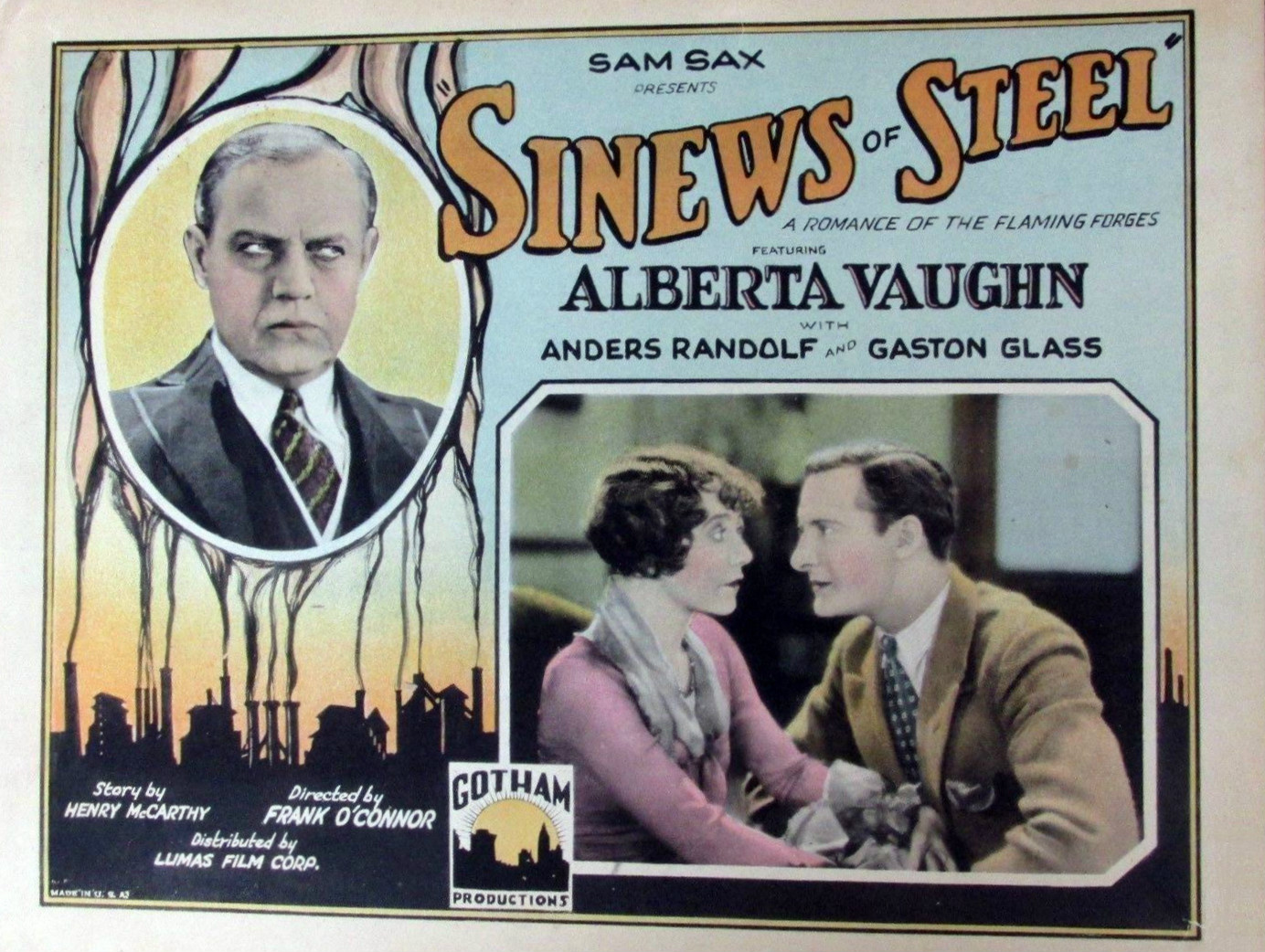
Carte promotionnelle du film.

- Scénario : Herbert C. Clark, Henry McCarty, Delos Sutherland
- Producteur : Samuel Sax (en)
- Photographie : Ray June
- Montage : Edith Wakeling
- Production : Gotham Pictures Company (en)
- Durée : 60 minutes
- Date de sortie : 
  - États-Unis : 4 avril 1927

## Distribution
- Alberta Vaughn : Helen Blake
- Gaston Glass : Robert McNeil Jr.
- Anders Randolf : Robert McNeil Sr.
- Paul Weigel : Jan Van Der Vetter
- Greta von Rue : Elsie Graham
- Nora Hayden (en) : Martha Jenkins
- Charles Wellesley : Douglas Graham
- John H. Gardener : Elmer Price
- Robert Gordon : The Office Boy